# 思陇镇
思陇镇，是中华人民共和国广西壮族自治区南宁市宾阳县下辖的一个乡镇级行政单位。

## 行政区划
思陇镇下辖以下地区：
祥华社区、太守社区、昆仑村、马岭村、六盘村、贵龙村、六高村、黄冠村、平安村、六岑村、益宪村、兰田村、秀英村、南关村、六合村、六章村和太新村。